# Coccinia grandis
Тінділі, тіндора (Coccinia grandis) — вид повзучих рослин з родини гарбузові (Cucurbitaceae).

## Назва
В англійській мові має назву «плющовий кабачок» (англ. ivy gourd).

## Будова
Швидкоросла в'юнка ліана. Виростає на кілька метрів в довжину. Може повністю заплітати чагарники і невеликі дерева. Листя (діаметром 10 см.) можуть бути різні за формою — від сердечка до п'ятикутника. Знизу листки покриті волосинками, тоді як згори листя гладеньке. Зіркоподібні квіти великі білі. Зрілий плід червоний, схожий на маленький огірок. Коріння зберігає воду, що дозволяє рослині переживати посуху.

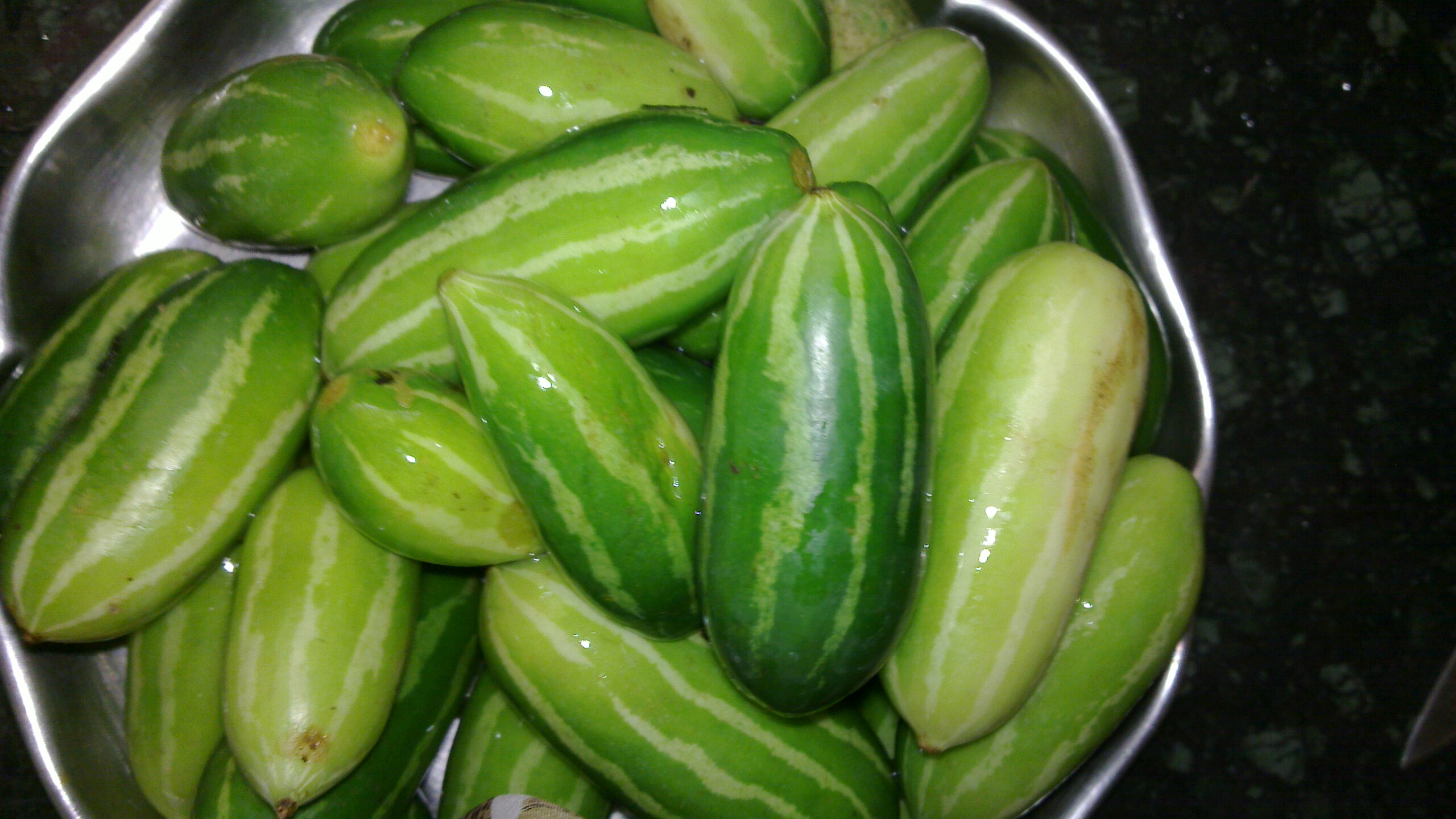
Зелені плоди тінділі

## Життєвий цикл
Тінділі — різностатева ліана. Чоловічі і жіночі квіти ростуть на різних рослинах. Запилюються комахами, самозапилення неможливе. Квіти з'являються у серпні-вересні.

## Поширення та середовище існування
Походить з Центральної Африки, Індії та Азії. Через довгу історію вирощування людьми визначити точне місце походження складно. На Гаваях та в Австралії вважається шкідливим бур'яном. Гарно росте у тропічному кліматі з чіткими змінами вологих і сухих пір року.

## Практичне використання
Молоді листки та пагони тінділі споживають у їжу в Індії. Плоди збирають зеленими для готування. Спілі червоні плоди можна їсти сирими. Смачний і популярний в Азії овоч.
Використовується в аюрведичній медицині.